# Кабылтобе
Кабылтобе (каз. Қабылтөбе) — село в Теректинском районе Западно-Казахстанской области Казахстана. Входит в состав Фёдоровского сельского округа. Код КАТО — 276230500.

## Население
В 1999 году население села составляло 155 человек (86 мужчин и 69 женщин). По данным переписи 2009 года, в селе проживали 84 человека (43 мужчины и 41 женщина).